# Egon Wilden

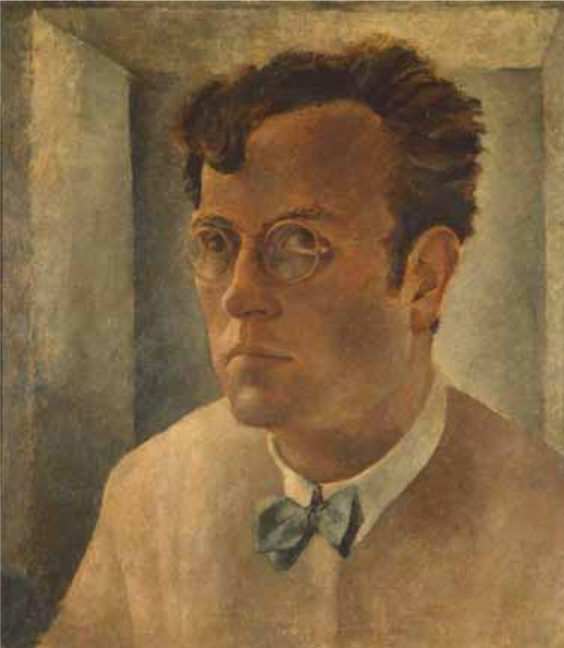
Egon Wilden, Selbstporträt mit Fliege, um 1930

Egon Wilden (* 8. Dezember 1894 in Düsseldorf; † 7. September 1931 in Ahlen, Provinz Westfalen) war ein deutscher Maler und Bühnenbildner.

## Leben
Wilden begann 1914 ein Studium an der Kunstakademie Düsseldorf. Wegen des Ersten Weltkriegs musste er dieses Studium bis 1919 unterbrechen. Einer seiner wichtigsten Lehrer an der Düsseldorfer Akademie war Heinrich Nauen, ein Vertreter des Rheinischen Expressionismus. Diese und andere Strömungen seiner Zeit prägten sein künstlerisches Schaffen, in dem die Aquarellmalerei neben der Pastellmalerei einen besonderen Stellenwert einnahm. Frühe Anerkennung erfuhr er als Bühnenbildner, etwa in der Spielzeit 1919/1920 am Schauspielhaus Düsseldorf, das sich unter Louise Dumont und Gustav Lindemann zu einem der modernsten deutschsprachigen Theater entwickelte. Spätere Engagements hatte er in Herne, Gera, Hagen, Barmen-Elberfeld sowie in Köln. In Gera entwickelte sich ein freundschaftlicher Kontakt zu dem Architekten Thilo Schoder, der ihn mit Wassily Kandinsky, Otto Dix, Henry van de Velde und Walter Kaesbach zusammenführte. 
Rund 200 Bühnenentwürfe gehen auf ihn zurück. Seine Bühnenentwürfe kennzeichnen lebhafte Farben, oft vertikal betonte, frontansichtige Bogenarchitekturen und perspektivisch in die Bühnentiefe gestaffelte Raumillusionen. 1930 verließ er die Bühnen, um als freischaffender Künstler zu arbeiten. Verheiratet war Wilden mit der Schauspielerin Hedwig Sparrer. Im Januar 1931 bezog Wilden ein Atelier in einem Künstlerhaus in Düsseldorf-Stockum. Im Sommer des gleichen Jahres verschlechterte sich sein Gesundheitszustand nach zwei fehlgeschlagenen Blinddarmoperationen. Während eines Erholungsaufenthaltes bei Freunden in Ahlen starb er bald darauf.
Wilden blieb weitgehend unbekannt, bis im Jahr 2005 seine Nichte eine größere Sammlung von Malereien und Grafiken Wildens dem Förderkreis des Kunstmuseums Ahlen als Schenkung übergab. Seitdem gab es eine Reihe von Ausstellungen mit seinen Werken.

## Werke (Auswahl)
- Flucht nach Ägypten, 1919
- Zwei Figuren im Wald, Aquarell, 1920
- Die Liebe Gottes, Aquarelle (Bühnenentwürfe zu Hermine von Boettichers gleichnamiges Bühnenstück), um 1920[5]
- Der Barbier von Sevilla, Entwurf für das Theater Hagen, 1924
- Paul Kemp, Porträt, Bleistiftzeichnung, um 1925
- Elektra, Entwurf für das Theater Hagen, 1927
- Angelina, Entwurf für das Theater Köln, 1929
- Selbstporträt mit Fliege, Öl auf Holz, um 1930, Theaterwissenschaftliche Sammlung Universität zu Köln
- Das Martyrium des Hl. Sebastian
- Pieta
- Lichtflut
- Strahlen
- Bäume im Licht
- Einsamkeit, Aquarell
- Trauer, Aquarell
- Maler im Atelier